# Lithuanian Airlines
LAL „Lietuvos avialinijos“, ou en anglais Lithuanian Airlines (nom international de la marque), (code AITA : TE ; code OACI : LIL) était une compagnie aérienne de Lituanie, fondée en 1991 peu après l'indépendance de l'Union soviétique. Son principal aéroport était situé à Vilnius. Elle a cessé toutes opérations le 17 janvier 2009 après que des investisseurs suisses lui ont fait faux bond.
C'était une compagnie nationale, créée le 20 septembre 1991 comme une entreprise publique qui a été réorganisée comme une entreprise cotée en bourse. Tout le capital autorisé appartenait à la Lituanie, les parts ayant été transférées au Fonds de propriété de l'État.
Sa flotte comprenait lors de l'arrêt de ses activités : un Boeing 757-200, trois Boeing 737-300, cinq Boeing 737-500 et quatre Saab 2000.
Lithuanian Airlines avait des accords de partage de code avec KLM Royal Dutch Airlines, SN Brussels Airlines, Finnair, Iberia, CSA Czech Airlines et LOT Polish Airlines. Elle desservait conjointement Amsterdam, Barcelone, Bruxelles, Helsinki, Madrid, Prague et Varsovie.